# Глагол-гак
Глагол-гак (на английски: pelican hook, slip-hook) – подвижен гак, който в работно положение удържа за специално звено верига. След отместване на стопорната халка гака може лесно да се отлкачи даже при силно натегнато въже или верига.
Използва се с верижни и винтови стопори, найтове, при закрепването на лодките в походно положение и т.н.
Рускоезичното название произхожда от формата на гака, сходна с кирилската буква „Г“ (църковнославянско „глагол“). Англоезичното наименование - pelican hook – от неговата външна прилика с клюна на пеликана.
- Разцепление на глагол-гака
- Глагол-гак на стопора на котвена верига
- Зацепване на глагол-гак на верижния стопор

## Примечания
1. 1 2  EdwART. Толковый Военно-морской Словарь, 2010.